# The Romance of Kenny G
The Romance of Kenny G – kompilacyjny album saksofonisty Kenny’ego G, wydany w 2004 roku.

## Lista utworów
1. „Everlasting”
2. „Going Home”
3. „Forever in Love”
4. „Silhouette”
5. „Northern Lights”
6. „Gettin' on the Step”
7. „The Look of Love”
8. „Moonlight”
9. „My Heart Will Go On”
10. „Songbird”
11. „The Moment”
12. „Peace”